# Nabój

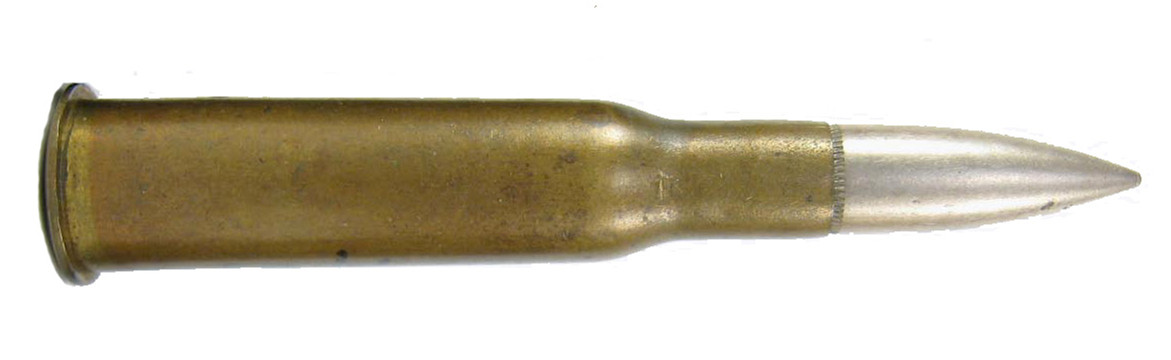
Karabinowy nabój zespolony

Nabój (daw. patron) – jednostka amunicji zawierająca w jednym pakiecie wszystkie elementy niezbędne do nadania wystrzeliwanemu z broni palnej pociskowi energii kinetycznej lub do wytworzenia eksplozji.

## Budowa

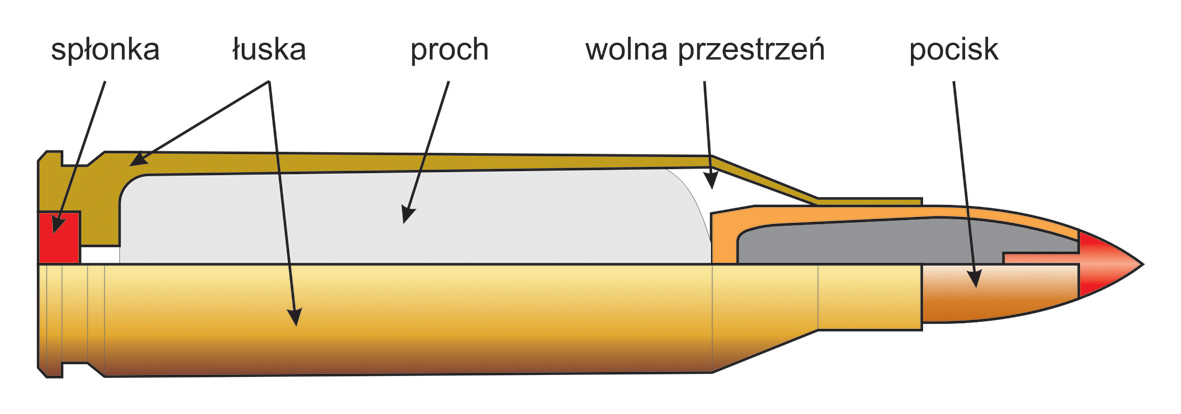
Budowa współczesnego naboju zespolonego

W skład naboju wchodzą:
- spłonka lub zapłonnik
- ładunek wybuchowy (najczęściej jako ładunek miotający)
- pocisk lub pociski
- łuska lub inny rodzaj osłony mieszczący w sobie większość lub (w przypadku nabojów zespolonych) wszystkie elementy naboju

## Podział
W najogólniejszym ujęciu naboje dzieli się na:
- naboje zespolone (scalone) w których wszystkie elementy pakietu stanowią integralną całość ładowaną do broni (współcześnie najpopularniejsze)
- naboje rozdzielnego ładowania w których elementy pakietu umieszczane są w broni osobno (popularne do II połowy XIX w., współcześnie wykorzystywane niekiedy jeszcze w działach dużego kalibru – tzw. naboje składane)

Ze względu na przeznaczenie do typu broni wyróżnia się:
- naboje strzeleckie
  - pistoletowe
  - rewolwerowe
  - pośrednie
  - karabinowe
- naboje artyleryjskie (działowe)
  - naboje moździerzowe

Ze względu na specjalne przeznaczenie i budowę:
- naboje saperskie
- naboje sportowe
- naboje bojowe
- naboje myśliwskie
  - kulowe
  - śrutowe
- naboje ćwiczebne
  - ślepe
- naboje szkolne
- naboje treningowe
- naboje sygnałowe
- naboje smugowe
- naboje kontrolno pomiarowe
- naboje bezłuskowe

Ponadto naboje ze względu na sposób zapłonu ładunku miotającego dzieli się na:
- naboje trzpieniowe
- naboje bocznego zapłonu
- naboje centralnego zapłonu

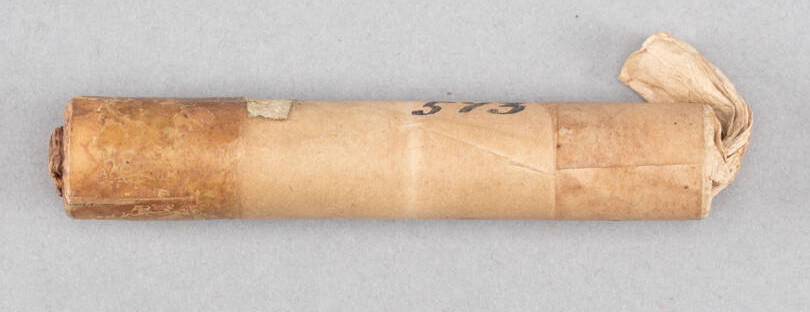
Nabój rozdzielnego ładowania (patron)
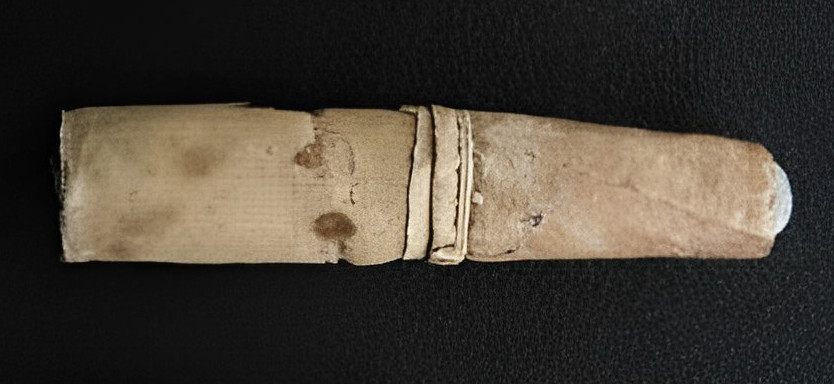
Nabój zespolony w łusce papierowej
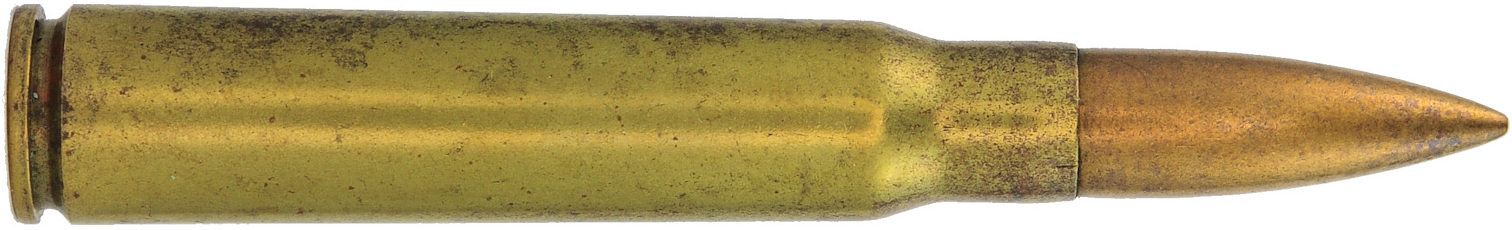
Nabój zespolony w łusce metalowej
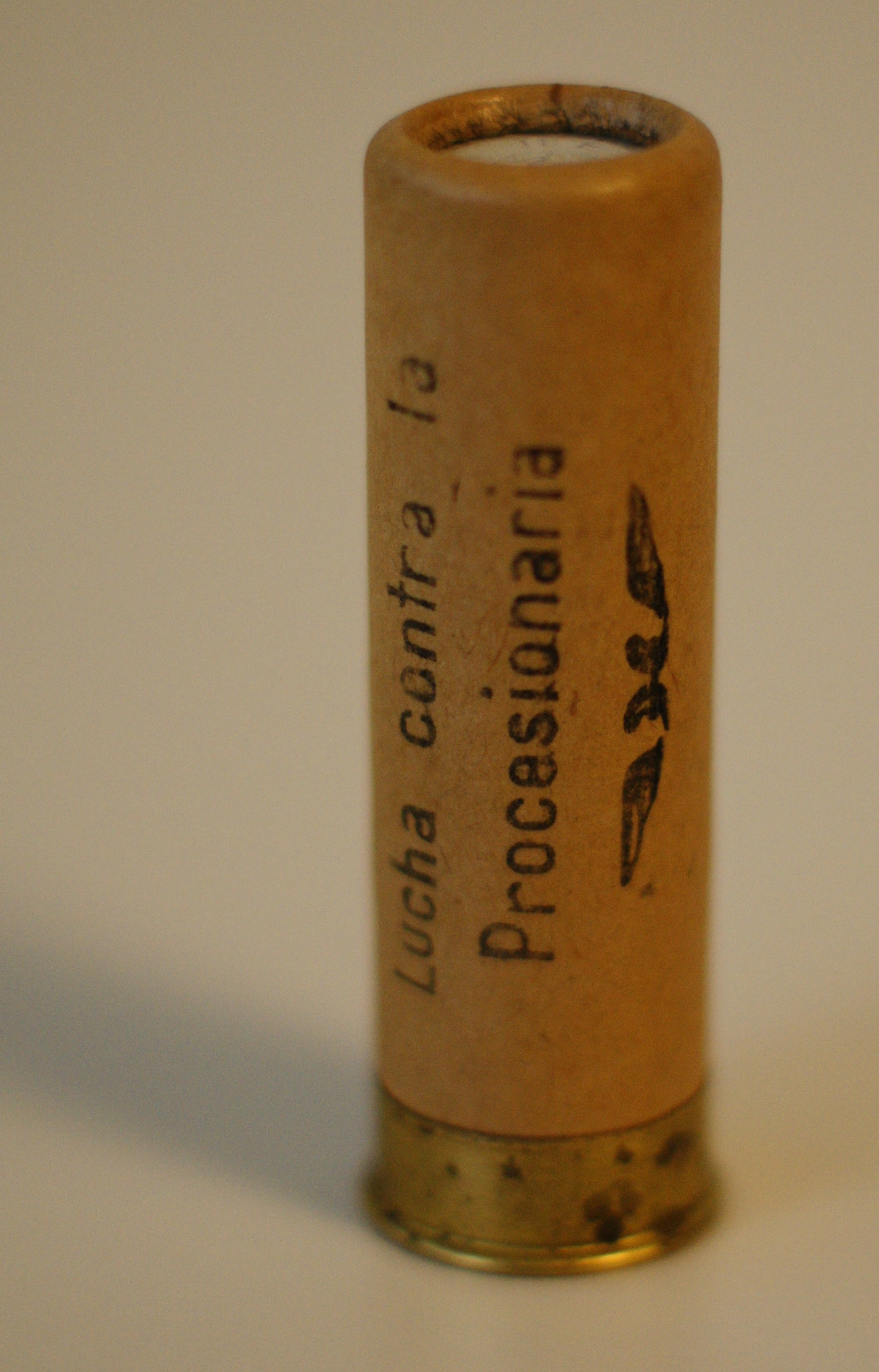
Nabój śrutowy
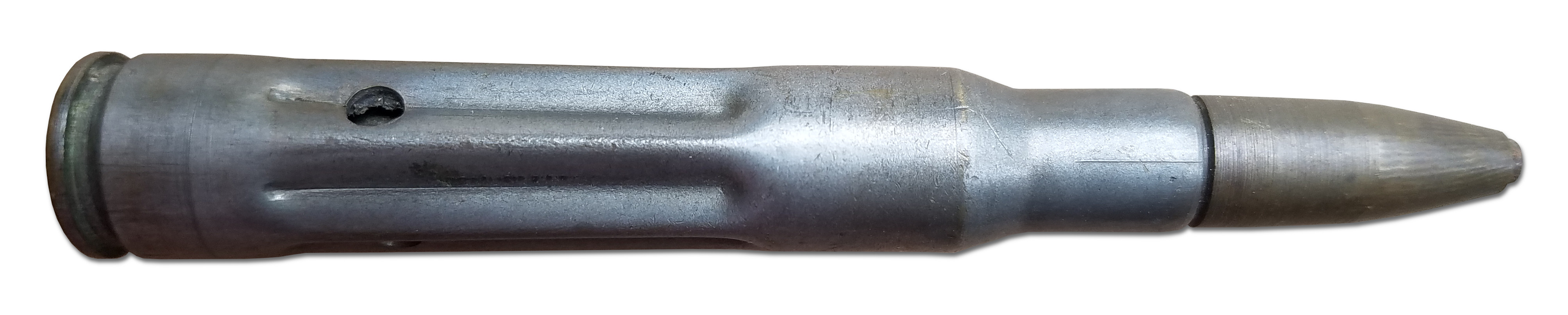
Nabój szkolny
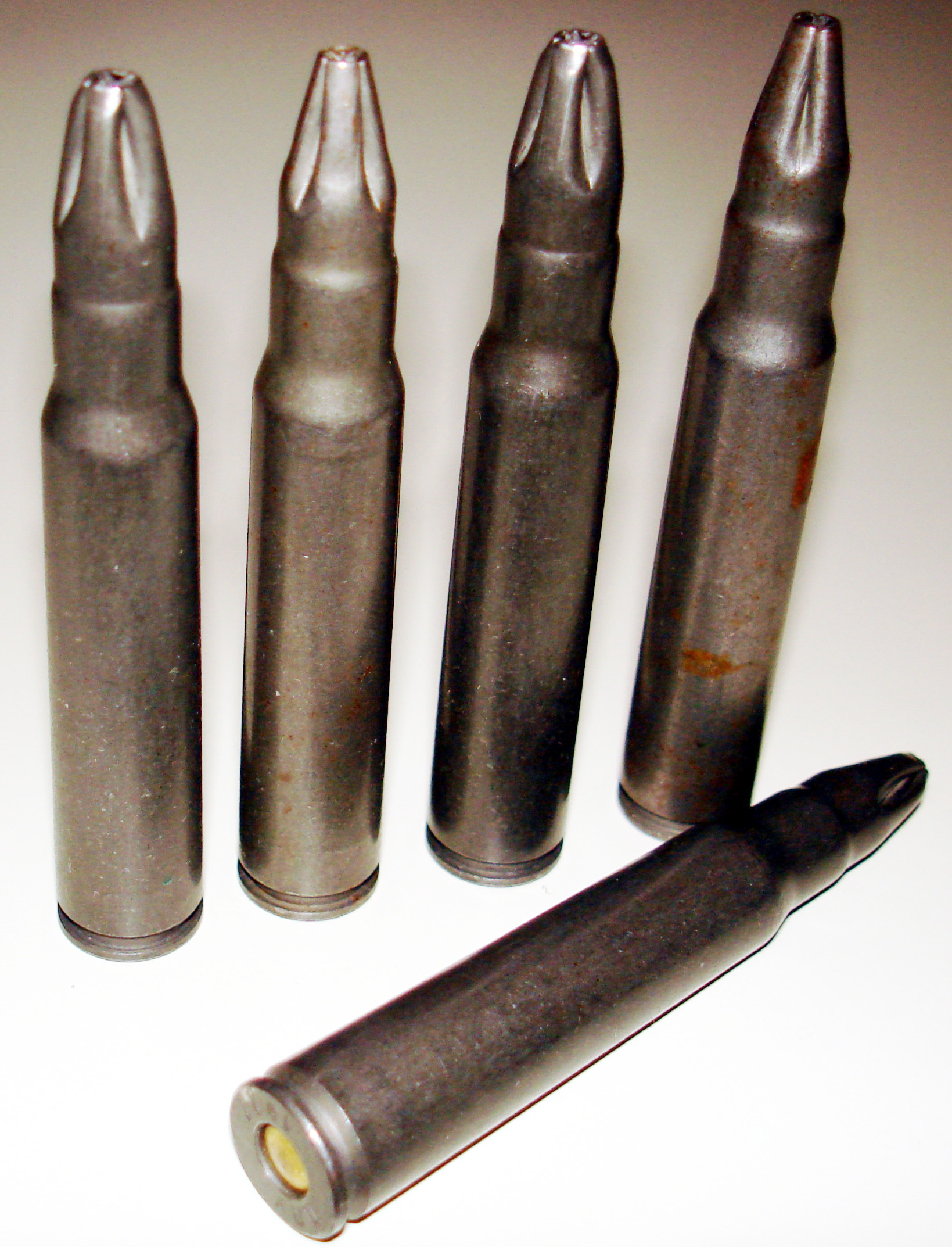
Naboje ślepe
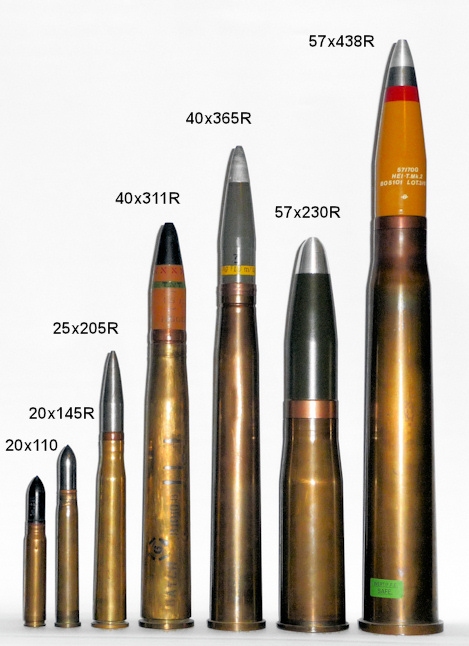
Naboje artyleryjskie
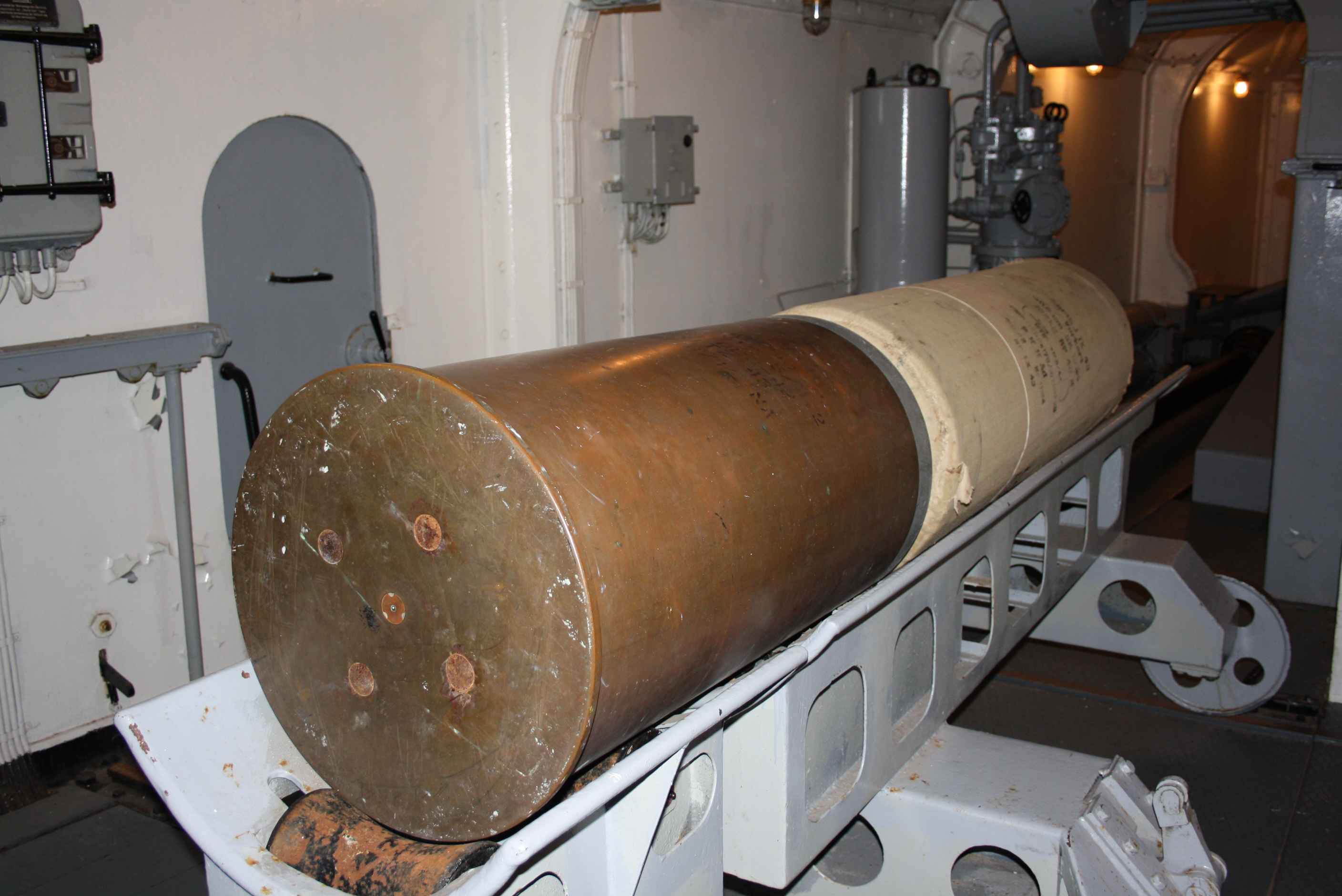
Artyleryjski nabój składany
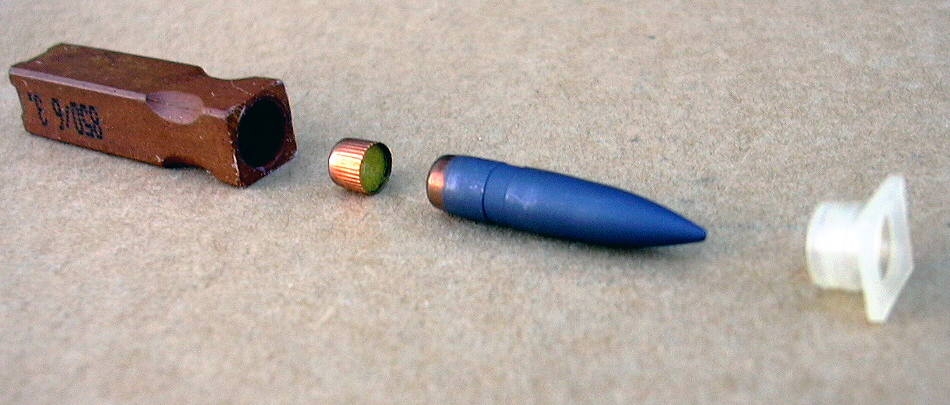
Nabój bezłuskowy rozłożony na części

## Historia
Pierwotnie ładowanie broni palnej było procesem bardzo czasochłonnym, a wszystkie elementy konieczne do wystrzelenia pocisku stanowiły odrębne elementy ekwipunku:
- prochownica – jako pojemnik na zapas prochu, którego porcję należało każdorazowo odmierzać przed wsypaniem do lufy
- prochowniczka – jako pojemnik na zapas prochu do podsypania panewki
- przybitka – oddzielająca proch od pocisku w lufie
- flejtuch – do utrzymania pocisku w lufie
- pociski – w formie ołowianych kul trzymanych osobno

Mimo iż sytuacja taka trwała od początku wynalezienia broni palnej, to w okolicach XVII wieku w końcu opracowano system mogący usprawnić ten stan rzeczy – projektując pierwsze naboje stanowiące gotowe pakiety zawierające w sobie wszystkie te elementy (konieczne do oddania jednego strzału). Wynalezienie naboju, zrewolucjonizowało system ładowania broni palnej znacznie skracając cały proces.
Pierwszym rodzajem nabojów były naboje rozdzielnego ładowania (tzw. patrony), w których po rozerwaniu papierowej łuski wszystkie elementy naboju umieszczano oddzielnie w broni (ze względu na specyfikę ładowania broni odprzodowej). Był to nadal proces czasochłonny, ale mimo to znacząco szybszy niż rozwiązania wcześniejsze. Znaczący postęp nastąpił w XIX wieku, za sprawą pojawienia się pierwszych naboi zespolonych (początkowo w łusce papierowej) stosowanych w znacznie nowocześniejszej broni odtylcowej (głównie w karabinach iglicowych). Z czasem łuskę papierową zastąpiono metalową, co jeszcze bardziej usprawniło proces ładowania i niezawodność broni, a także umożliwiło projektowanie jej coraz bardziej zaawansowanych rodzajów (np. broń powtarzalna i automatyczna). Współcześnie naboje zespolone w łusce metalowej są zdecydowanie najpopularniejszym typem naboju. Pod koniec XX wieku, prowadzono również prace nad nowatorskimi nabojami bezłuskowymi, które nie zdobyły jednak szerszej popularności.